# Chlorogaster
Chlorogaster — рід грибів родини Sclerodermataceae. Назва вперше опублікована 2004 року.

## Класифікація
До роду Chlorogaster відносять 1 вид:
- Chlorogaster dipterocarpi